# Banjo Band
Banjo Band (česká výslovnost [bendžo bend], anglická [ˈbændžəu bænd]), též uváděný jako Banjo Band Ivana Mládka, je česká komediální hudební skupina vedená Ivanem Mládkem, který ji založil koncem 60. let 20. století. Kapela byla vždy rozsáhlá a bohatě instrumentovaná, s různými strunnými, dechovými a bicími nástroji, i exotickými. Žánrově se pohybuje na pomezí country, trampské, jazzu (resp. dixielandu), dechovky a pseudolidové hudby. Hraje vlastní písně, většinou z Mládkovy dílny.
Za normalizace se kapela stala velmi známou a oblíbenou díky svému originálnímu zvuku a chytlavým písním, které s humornou až absurdní nadsázkou reflektovaly život v „reálném socialismu“. Lze říci, že její tvorba patřila k tomu nejkvalitnějšímu, co proniklo do tehdejším režimem schválené populární hudby. Podle kritika Michala Bystrova jejich texty „ve svých světlých chvilkách bravurně balancovaly mezi naivitou a naivismem, praštěností a surrealismem“ a slyšet z normalizačního rozhlasu Banjo Band byla „příjemná změna“.
Mezi největší hity se zařadily písně Jožin z bažin (oblíbena též v Polsku), Prachovské skály, Jez, Zkratky, Znojmo, vidím tě dvojmo, Hlásná Třebáň je krásná, Dáša Nováková nebo My máme chaloupku v Blatné.
Kromě humornosti samotných písní se pro kapelu se staly typickými také komické výstupy mezi skladbami i během nich. Banjo Band se od 70. let objevoval v zábavných televizních pořadech, a v 90. letech Mládek s aktuálními členy kapely provozoval vlastní televizní pořad Čundrcountryshow, na který roku 2001 navázala Country estráda. Později ještě Mládek napsal několik sitcomů, ve kterých s kolegy z Banjo Bandu účinkoval (Cyranův ostrov, Noha 22).

## Členové

### Současní
Viz: 
- Ivan Mládek – zpěv, banjo, kazoo
- Jan Mrázek – valcha, banjo, zpěv, kazoo
- Zdeněk Kalhous – klavír
- Václav Dědina – tuba, klavír
- Vítězslav Marek – banjo, kytara
- Libuše Roubychová – zpěv, baskytara, klavír

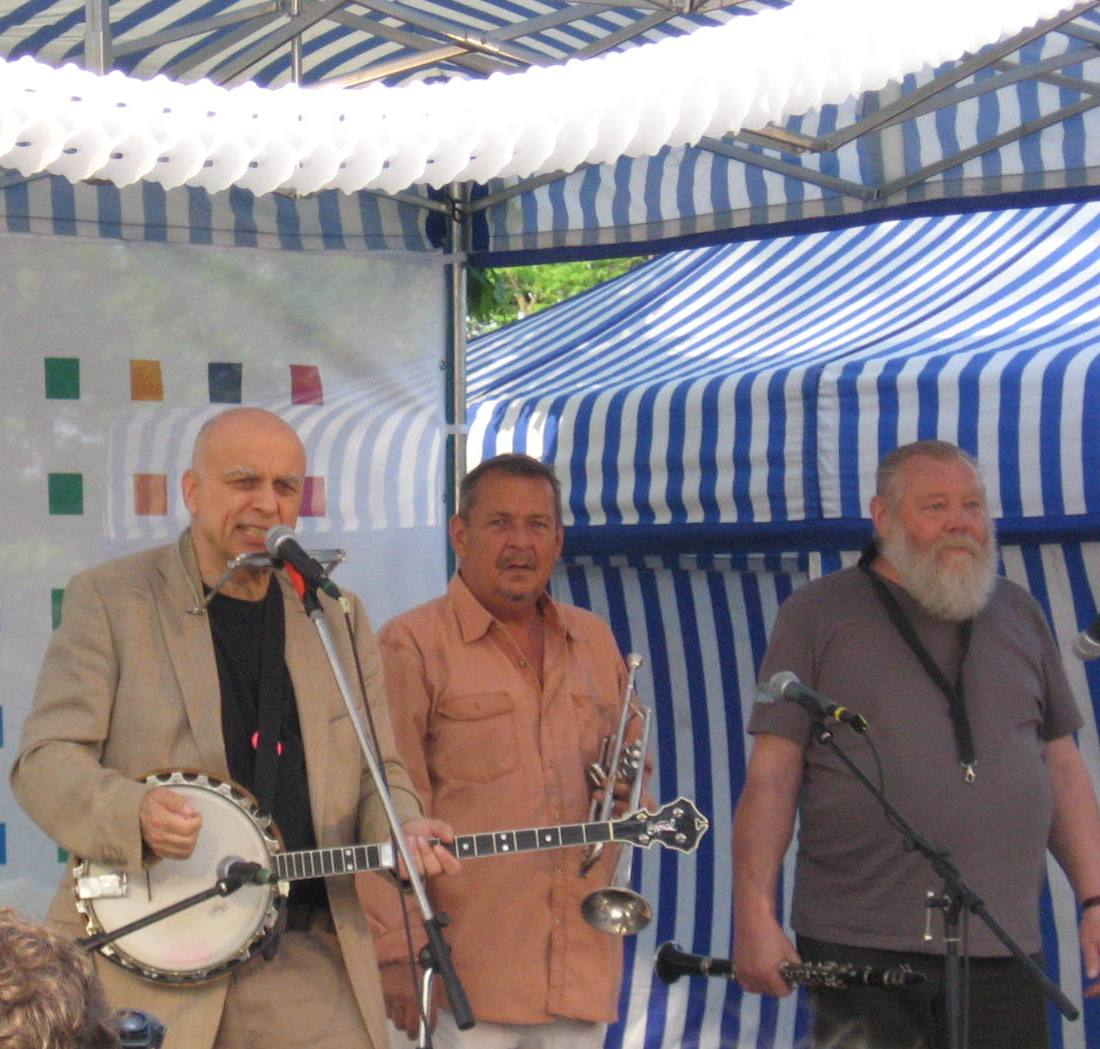
Část skupiny na akci ODS – oslavě 1. máje 2009 na pražském Petříně

- Lenka Hraj (Plačková) – zpěv
- Lenka Šindelářová – zpěv
- Jindřich Hašek – kytara, banjo
- Honza Nikendey - bicí

### Bývalí a hostující
- Ivo Pešák – zpěv, klarinet, saxofon, valcha (zemřel 9. května 2011)
- Milan Pitkin – zpěv, kytara
- Petr Kaňkovský – kytara
- Michal Šindelář - bicí
- Michal Pálka – klarinet (zemřel 17. března 2016)
- Svatobor Macák – saxofon (zemřel 31. října 2022)
- Tomáš Procházka – bicí (zemřel 23. října 2013)
- Ladislav Gerendáš – trubka, zpěv
- Jan Bošina – valcha, zpěv (zemřel 10. května 2004)
- Jan Antonín Pacák – bicí nástroje, valcha, zpěv, kazoo (zemřel 23. března 2007)
- Jerzy Ziembrowski – kontrabas
- Jan Fleischer – kytara, kravský zvonec
- Milan Udržal – valcha
- Pavel Skála – klavír, varhany
- Jiří Přibyl – banjo
- Jiří Augusta – banjo
- Eva Janoušková – klavír, zpěv
- Aleš Sládek – valcha
- Jiří Čech – kytara
- Petr Fleischer – tuba
- Zdeněk Šilhavý st. – trubka (hostující)
- Nora Marková – housle (hostující)
- Luděk Hulan – kontrabas (hostující) (zemřel 22. února 1979)
- František Prošek – kytara (hostující) (zemřel 21. listopadu 2020)
- Luděk Sobota – zpěv (hostující)
- Drahomíra Vlachová – zpěv
- Zbyněk Bruthans – herec
- Tomáš Linka – harmonika
- František Kacafírek – housle (zemřel 28. října 2016)

## Diskografie

### Řadová alba (LP)
Viz: 
- Dobrý den! (1976, Panton)
- Nashledanou! (1977, Panton)
- Ej, Mlhošu, Mlhošu! (1979, Panton)
- Předposlední leč (1981, Panton)
- Skupina Ivana Mládka (1983, Panton)
- Banjo, z pytle ven! (1985, Panton)
- Potůčku, nebublej! (1987, Panton)
- Písničky na chatu (1990, Bonton)
- Ta country česká, ta je tak hezká (1991, Multisonic)
- Písně o lásce a pravdě (2000, B&M Music)
- Proč mě ženy nemaj rády (2002, EastWest)
- Jožin z bažin w Polsce (2008, B.M.S.)

### Singly a EP
- Škoda lásky / Hezky od podlahy (1972, Supraphon)
- Táhni věží / Vytáhnu rolety (1975, Supraphon)
- Linda / Dívka s dolíčky (1975, Panton)
- Láďa jede lodí / Růžová krinolína (1975, Supraphon)
- Dáša jedla cukroví / Dáša Nováková (1976, Panton)
- Chodidla / Upírova píseň (1977, Supraphon)
- V motelu v Motole / Džínový velorex (1977, Panton)
- Jožin z bažin / Ušní příhoda (1977, Panton)
- Kam s ním? / Špagety v prášku (1977, Panton)
- Zmalovaná / Dívka s modrou matrací (1978, Panton)
- Rychlík jede do Prahy (EP, 1979, Panton)
- Zkratky (1980, Panton)
- Tak se nám ti naši mladí berou / Banjo, já se s tebou loučím (1981, Panton)
- Lulu z Honolulu / Kolečko po Václavském náměstí (1981, Panton)
- Banjo Band 1973–1975 (EP, 1983, Panton)
- Ivan Mládek a jeho Banjo Band – Šmidliboys (EP, 1984, Panton)
- Bílý tatínek / Aerobic (1985, Panton)

### Kompilační alba
- Banjo Band Ivana Mládka 2 (1980, Panton)
- Banjo Band Ivana Mládka 3 (1982, Panton)
- Skupina Ivana Mládka (1983, Panton)
- The Best of Banjo Band Ivana Mládka (1992, Panton)
- The Best of Banjo Band Ivana Mládka II (1994, Panton)
- ... a vo tom to je! (2002)
- 60 nej... The Best Of (2003, Bonton)
- Do hlavy ne! (2010, Český rozhlas)
- Ivan Mládek & Banjo Band – Jožin z Bažin a dalších 80 písní (3 CD, 2012, Supraphon)
- Ivan Mládek & Banjo Band – Dobrý den! / Nashledanou! & Bonusy (2022, Supraphon)